# Félix Varla
Félix Varla, né le 13 mai 1903 à Koutaïssi (Géorgie) et mort le 6 février 1986 à Paris, est un peintre géorgien.

## Biographie
Félix Varlamichvili est le fils de Grigol Varlamishvili, financier à la banque de Koutaïssi, et de Rosa Palchvili.
Il s'oriente d'abord vers des études de sciences naturelles à l'université de Tbilissi, puis rapidement vers l'Académie des Beaux-Arts (1922-1926).
Il épouse la peintre danoise Ziré Binder (1903-1991) en 1934.
Il meurt à l'hôpital Cochin à l'âge de 82 ans. Il est inhumé au carré géorgien du cimetière de Leuville-sur-Orge.

## Expositions individuelles
- du 24 janvier au 24 février 2019 : Varla - Félix Varlamishvili au Musée national géorgien de Tbilissi.